# Helen Tompkins
Helen Tompkins (2 de enero de 1988) es una deportista estadounidense que compitió en remo. Ganó una medalla de plata en el Campeonato Mundial de Remo de 2013, en la prueba de cuatro scull ligero.

## Palmarés internacional
| Campeonato Mundial | Campeonato Mundial      | Campeonato Mundial | Campeonato Mundial  |
| Año                | Lugar                   | Medalla            | Prueba              |
| ------------------ | ----------------------- | ------------------ | ------------------- |
| 2013               | Chungju (Corea del Sur) | Medalla de plata   | Cuatro scull ligero |